# Phương pháp bù cường độ
Phương pháp bù cường độ (Tiếng Anh: Loudness compensation) là một cài đặt được tìm thấy trên một số thiết bị hi-fi làm tăng mức độ tần số cao và thấp. Điều này được dự định sẽ được sử dụng ở mức nghe thấp, để bù cho thực tế là khi cường độ của âm thanh giảm, độ nhạy thấp hơn của tai đối với tần số cực cao và cực thấp có thể khiến các tín hiệu này giảm xuống dưới ngưỡng. Kết quả là vật liệu âm thanh có thể trở nên mỏng âm thanh ở mức âm lượng thấp, mất âm trầm và âm bổng. Tính năng phương pháp bù cường độ (thường chỉ được dán nhãn độ ồn) áp dụng cân bằng và nhằm khắc phục tình trạng này.

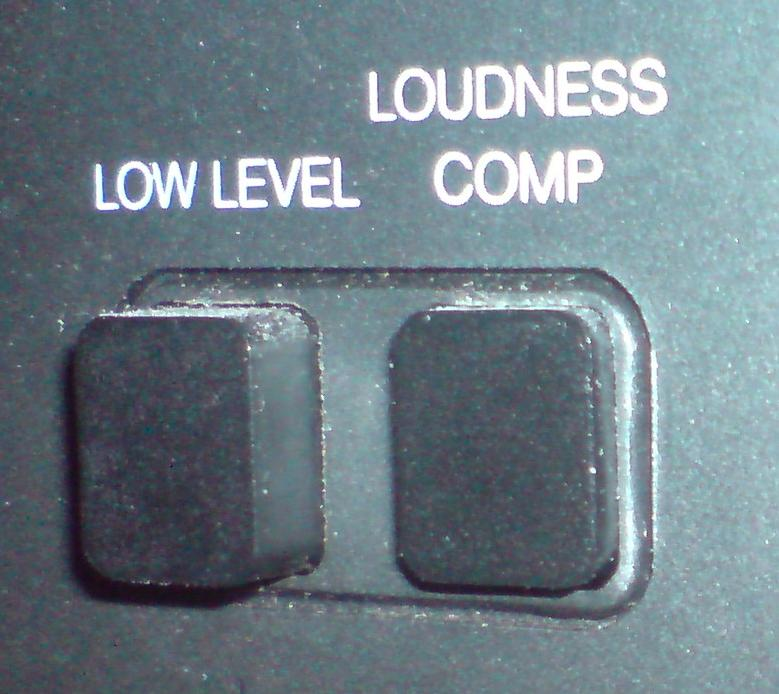
Âm lượng được kích hoạt của bộ khuếch đại NAD (Kích thước âm thanh mới)

Bù âm lượng chính xác đòi hỏi một hệ thống hiệu chỉnh với mức độ nghe đã biết. Mức âm thanh ở tai người nghe phụ thuộc vào môi trường nghe, vị trí người nghe, độ nhạy của loa cũng như mức khuếch đại. Dành phương pháp bù cường độ để hoạt động chính xác, hệ thống phát lại cũng phải giả định chính xác mức âm lượng được sử dụng ở vị trí chính. Đối với nhạc phim, mức âm lượng tham chiếu này là một tiêu chuẩn ngành và có thể được sử dụng bởi các nhà sản xuất để cung cấp tính năng âm lượng hoạt động với độ chính xác hợp lý. Một sản phẩm Rạp hát tại nhà cung cấp chỉ báo mức tham chiếu về điều khiển âm lượng có thể được mong đợi sẽ hoạt động tốt với nhạc phim.